# Карлос Анхель Лопес
Карлос Анхель Лопес (ісп. Carlos Ángel López, 17 липня 1952 — 30 вересня 2018, Жужуй) — аргентинський футболіст, що грав на позиції півзахисника, зокрема за клуби «Естудьянтес» та «Болівар», а також національну збірну Аргентини.

## Клубна кар'єра
У дорослому футболі дебютував 1972 року виступами за команду «Рівер Плейт», в якій провів один сезон, взявши участь у 55 матчах чемпіонату. 
Згодом з 1973 по 1975 рік грав у складі команд «Архентінос Хуніорс» та «Колон».
Своєю грою за останню команду привернув увагу представників тренерського штабу клубу «Естудьянтес», до складу якого приєднався 1975 року. Відіграв за команду з Ла Плати наступні чотири сезони своєї ігрової кар'єри. Більшість часу, проведеного у складі «Естудьянтес», був основним гравцем команди.
Протягом 1979—1984 років захищав кольори клубів «Расінг» (Авельянеда), «Велес Сарсфілд», «Атлетіко Сарм'єнто», колумбійського «Мільйонаріос» та «Бока Хуніорс».
1985 року перейшов до болівійського «Болівара», за який виступа протягом семи років, до завершення кар'єри у 1991 році.

## Виступи за збірну
1979 року провів чотири гри і забив один гол у складі національної збірної Аргентини. Був учасником тогорічного Кубка Америки.
Помер 30 вересня 2018 року на 67-му році життя у місті Жужуй.